# ベルサール
ベルサールは、住友不動産の子会社である住友不動産ベルサール株式会社が東京都区部で運営するイベントホール・貸し会議室のブランドネーム。

## 概要
住友不動産がイベントホール・貸会議室事業を手がけることになったのは、1974年竣工の新宿住友ビルディング内にイベントホール「新宿住友ホール」を併設したのが始まりであった。当初は住友不動産の直営事業として行ってきたが、研修やセミナーなどによる需要の高まりをにらんで、2005年にフランス語で「美しい部屋」を意味する「ベルサール (bellesalle)」のブランドネームを付与、イベントホールの本格整備に乗り出すことになる。
以後、住友不動産の高層ビル内に軒並みイベントホールを設けることとなり、2008年にイベントホール・貸し会議室の管理運営部門を分離して子会社を設立、2014年現在では25施設を抱えるまでになっている。同社では「1社で20以上のイベント施設を保有している会社は、都内でも国内でもベルサールだけ」と称している。

## 主な施設
以下はその一部の施設である。
- ベルサール新宿グランド - 住友不動産新宿グランドタワー（東京都新宿区西新宿）内。
- ベルサール西新宿 - 住友不動産西新宿ビル3号館（東京都新宿区西新宿）内。「新宿グランド」とは同じ西新宿エリアだが別の場所。
- ベルサール渋谷ファースト - 住友不動産渋谷ファーストタワー（東京都渋谷区東）内。2フロア合計2,500m2を超える大型イベントホールを有する。
- ベルサール三田 - 住友不動産三田ツインビル西館（東京都港区三田）内。
- ベルサール秋葉原 - 住友不動産秋葉原ビル（東京都千代田区外神田）内。場所柄、サブカルチャー系のイベントが数多く開催される。その語感から「ベルばら」と略されて呼ばれる事がある[3]。
- ベルサール六本木 - 住友不動産六本木通ビル（東京都港区六本木）内。独立別棟ホールであることから、プロレス・格闘技イベントの会場としての実績もある。
- ベルサール高田馬場 - 住友不動産新宿ガーデンタワー（東京都新宿区大久保）内。
- 新宿住友ビル三角広場